# Symeon (Cossec)
Symeon, imię świeckie Gérard Jean Maurice Cossec (ur. 12 grudnia 1942 w Levallois-Perret) – francuski biskup prawosławny służący w jurysdykcji Rosyjskiego Kościoła Prawosławnego.

## Życiorys
Z wykształcenia jest rysownikiem technicznym. W 1965 r. wstąpił do zakonu cystersów. W zakonie odbywał studia w zakresie teologii biblijnej, ascetycznej i dogmatycznej. W 1974 r. opuścił zgromadzenie. W roku następnym podjął pracę jako doradca zawodowy i asystent socjalny osób bezrobotnych. W 1979 r. dokonał konwersji na prawosławie.
10 lutego 1985 r. przyjął święcenia diakońskie, natomiast 15 lutego roku następnego został postrzyżony na mnicha, przyjmując imię Symeon na cześć świętego mnicha Symeona Nowego Teologa. 21 grudnia 1986 r. został wyświęcony na hieromnicha, zaś w 1988 r. otrzymał godność ihumena. Służył w jurysdykcji eparchii chersoneskiej Rosyjskiego Kościoła Prawosławnego, w parafii Ikony Matki Bożej „Wszystkich Strapionych Radość” i św. Genowefy.
Z błogosławieństwa archimandryty Sofroniusza (Sacharowa) w 1990 r. utworzył w Saint-Mars-de-Locquenay w pobliżu Le Mans monaster pod wezwaniem św. Sylwana z Athosu i został przełożonym rozwijającej się wspólnoty. 16 marca 1993 r. złożył śluby mnisze wielkiej schimy. W 2000 r. otrzymał godność archimandryty.
W 2007 r. za zgodą przełożonych przeszedł w jurysdykcję Zachodnioeuropejskiego Egzarchatu Parafii Rosyjskich w jurysdykcji Patriarchatu Konstantynopola. W 2019 r. w egzarchacie doszło do konfliktu i podziału – zwierzchnik administratury arcybiskup Jan oraz nieco ponad połowa jego struktur postanowiła przejść w jurysdykcję Rosyjskiego Kościoła Prawosławnego, pozostałe opowiadały się za zachowaniem dotychczasowej. 7 października 2019 r. Święty Synod postanowił przyjąć w skład Rosyjskiego Kościoła Prawosławnego wszystkie placówki duszpasterskie uznające zwierzchnictwo Jana, tworząc z nich nową administraturę – Arcybiskupstwo Zachodnioeuropejskich Parafii Tradycji Rosyjskiej. W tej też jurysdykcji znalazł się monaster kierowany przez archimandrytę Symeona.
24 stycznia 2020 r. zjazd duchowieństwa Arcybiskupstwa wybrał archimandrytę Symeona na biskupa pomocniczego administratury. 11 marca nominację tę potwierdził Święty Synod Rosyjskiego Kościoła Prawosławnego, postanawiając zarazem nadać mu tytuł biskupa domodiedowskiego. Jego chirotonia biskupia odbyła się 27 czerwca 2020 r. w soborze św. Aleksandra Newskiego w Paryżu.